# Palast Orchester
Palast Orchester, grundad 1986, är en orkester från Berlin. Den spelar huvudsakligen schlager-, dans- och underhållningsmusik från 1920- och 1930-talen.

## Historik
Orkestern grundades 1986 av tolv musikstudenter och leddes först av Michaela Hüttich. Som förebild hade man de underhållnings- och dansorkestrar som verkade under 1920- och 1930-talen. Så småningom tog Max Raabe över ledarskapet.
Genombrottet kom 1994 genom medverkan i filmen Der bewegte Mann. Därnäst följde talrika turnéer i Tyskland, Österrike, Schweiz och Nederländerna. År 2004 turnerade man i Italien och i USA och 2007 i Japan.
Orkestern har bland annat medverkat vid större danstillställningar och baler som Bundespresseball, Operabalen i Wien 2000 och en egen Palast-Revue som spelades i Berliner Wintergarten, i Alte Oper, i Deutsches Theater i München och i Ronacher i Wien. Totalt hade orkestern över 200 spelningar per år och programmet utvidgades genom talrika skivinspelningar.
Orkesterns repertoar omfattar schlagermusik från 1920- och 1930-talen som till största delen spelas med originalbesättning, till exempel Veronika, der Lenz ist da av Walter Jurmann och Fritz Rotter, Ein Kuß nach Ladenschluß (Will Meisel, Charles Amberg, Günter Schwenn) och Die Männer sind schon die Liebe wert (av Adolf Steimel och Ralph Maria Siegel). Man spelar också nya verk som till exempel Kein Schwein ruft mich an, Klonen kann sich lohnen och coverversioner på moderna sånger av till exempel Britney Spears eller Shaggy, allt i orkesterns egen stil.

## Besättning
År 2007 bestod orkestern av:
- Max Raabe (sång)
- Hanne Berger (violin) till mars 2007
- Cecilia Crisafulli (violin) från mars 2007
- Ian Wekwerth (klaviatur)
- Rainer Fox (barytonsaxofon, flöjt, gitarr)
- Johannes Ernst (altsaxofon)
- Bernd Frank (tenorsaxofon)
- Sven Bährens (klarinett, altsaxofon, trumpet)
- Thomas Huder (trumpet)
- Michael Enders (trumpet)
- Jörn Ranke (trombon, altfiol)
- Bernd Dieterich (kontrabas, sousafon)
- Ulrich Hoffmeier (gitarr, banjo, balalajka)
- Vincent Riewe (slagverk) till januari 2017 (död 21 mars 2017)
- Fabio Duwentester (slagverk) från januari 2017

## Diskografi
- Die Männer sind schon die Liebe wert (1987)
- Kleines Fräulein, einen Augenblick (1989)
- Ich hör’ so gern Musik (1991)
- Mein kleiner grüner Kaktus (1992)
- Wintergarten-Edition Live (1993/1996)
- Dort tanzt Lu-Lu ! (1994)
- Bel Ami (1995)
- Music, Maestro, Please (1996)
- 10 Jahre Palast Orchester mit seinem Sänger Max Raabe (1997)
- Tanz-Gala (1997)
- Junger Mann im Frühling (1999)
- Kein Schwein ruft mich an (Best Of) (1999)
- Ein Freund, ein guter Freund (1999)
- Krokodile und andere Hausfreunde (2000)
- Charming Weill (2001) (Gästdirigent HK Gruber)
- Vom Himmel Hoch, Da Komm’ Ich Her (julsånger) (2002)
- Superhits 2 (2002)
- Klonen kann sich lohnen (Maxi-CD; 2002)
- Palast Revue (Best Of) (2003)
- Max Raabe singt.... (Solo-Livealbum) (2005)
- Komm, lass uns einen kleinen Rumba tanzen (2006)
- Gekommen, um zu bleiben (Maxi-CD med Wir sind Helden, 2006)
- Schieß den Ball ins Tor (Maxi-CD med Heino Ferch och Peter Lohmeyer, 2006)
- Heute Nacht oder nie - Live In New York (2008)

## Covers i urval
Orkestern har också gjort ett stort antal coverversioner inom många musikinriktningar:
- Oops!… I Did It Again (Britney Spears)
- Blue (Da Ba Dee) av Eiffel 65
- Lucky (Britney Spears)
- Super Trouper (Abba)
- Around The World (La La La La La) (ATC)
- Sex Bomb (Tom Jones, Mousse T.)
- We Are The Champions (Queen)
- Let’s Talk About Sex (Salt'N'Pepa)
- Bongo Bong (Manu Chao)
- Upside Down (A-Teens)
- Tainted Love (Soft Cell)
- Angel (Shaggy)
- Another Day in Paradise (Phil Collins)
- Uptown Girl (Billy Joel)
- Supreme (Robbie Williams)